# Iorgos Tzavellas
Iorgos Tzavellas, també escrit com Giorgos Tzavellas, Yiorgos Tzavellas, o Yorgos Javellas (grec: Γιώργος Τζαβέλλας, Atenes, 1916 – 18 d'octubre de 1976), va ser un director de cinema, guionista i dramaturg grec. La seva realització cinematogràfica va ser especialment influent, i el crític Georges Sadoul el va considerar "un dels tres principals directors grecs de la postguerra" (juntament amb Michael Cacoyannis i Nikos Kúnduros).
Tzavellas va escriure almenys 26 obres de teatre, a més d'escriure els guions de totes les seves pel·lícules. Entre les seves pel·lícules destacades es troben Marinos Kontaras (1948), el drama O methystakas (1950), i Antigóne (1961), una adaptació cinematogràfica de la tragèdia de Sòfocles. La seva adaptació d'Antígona la va reimaginar en el llenguatge del cinema realista, ometent elements estilitzats de l'escena grega com el cor, i intentant transmetre la mateixa informació a través de l'ambientació i el diàleg. L'any 1964 va ser membre del jurat del 14è Festival Internacional de Cinema de Berlín. La seva obra mestra, però, és la pel·lícula de 1955 I kálpiki líra, una pel·lícula en quatre parts, que enllaça les històries de diverses persones a través de les seves transaccions d'una única moneda d'or.

## Filmografia
- Kheirokrotémata (1944)
- Prosopa lismoniména (1946)
- Marinos Kontaras (1948)
- O Methystakas (1950)
- O grusouzis (1952)
- I Agni tou limaniou (1952)
- To soferaki (1953)
- I kálpiki líra (1955)
- O Ziliarogatos (1956)
- Mia zoí tin elkhoumé (1958)
- Antigóne (1961)
- I de giní na fovítai ton ándra (1965)